# Weinmannia humbertiana
Weinmannia humbertiana är en tvåhjärtbladig växtart som beskrevs av Luciano Bernardi. Weinmannia humbertiana ingår i släktet Weinmannia och familjen Cunoniaceae. Inga underarter finns listade i Catalogue of Life.